# Città del Senegal

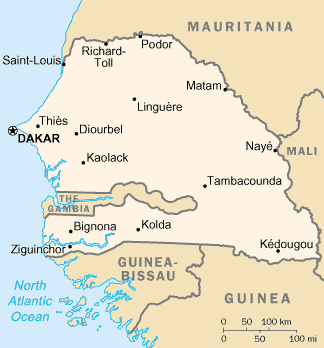
Mappa del Senegal

Questo è l'elenco delle come del Senegal.

## Città
- Dakar
- Touba
- Thiès
- Rufisque
- Kaolack
- M'bour
- Ziguinchor
- Saint-Louis
- Diourbel
- Louga
- Tambacounda
- Richard Toll
- Kolda
- Mbacké
- Tivaouane
- Joal-Fadiouth
- Kaffrine
- Dahra
- Bignona
- Fatick
- Dagana
- Bambey
- Vélingara
- Sédhiou
- Sébikhotane
- Kédougou
- Nguékhokh
- Kayar
- Pout
- Mékhé
- Matam
- Ourossogui
- Nioro du Rip
- Kébémer
- Koungheul
- Guinguinéo
- Bakel
- Mboro
- Linguère
- Sokone
- Goudomp
- Thiadiaye
- Ndioum
- Diamniadio
- Khombole
- Gossas
- Kanel
- Agnam-Goly
- Cap Skirring
- Guédiawaye
- Kidira
- Pikine
- Podor
- Yoff